# Station Saint-Sulpice - Izon
Station Saint-Sulpice - Izon is een spoorweghalte in de Franse gemeente Saint-Sulpice-et-Cameyrac.